# ثيرفيا دي تير
بلدية ثيرفيا دي تير (بالإسبانية: Cerviá de Ter) هي بلدية تقع في مقاطعة جرندة التابعة لمنطقة كتالونيا شمال شرق إسبانيا.

## الديموغرافيا
بلغ عدد سكان بلدية ثيرفيا دي تير 895 نسمة عام 2011 (وفقاً للمعهد الوطني الإسباني للإحصاء).
| 657 | 624 | 672 | 796 | 850 | 889 | 895 |